# Brede Skistad
Brede Skistad (Mjøndalen, 4 marzo 1948 – Kristiansand, 25 agosto 1995) è stato un allenatore di calcio e calciatore norvegese, di ruolo centrocampista.

## Biografia
È il fratello gemello di Boye Skistad.

## Carriera

### Giocatore

#### Club
Skistad giocò con la maglia del Mjøndalen.

### Allenatore
Fu allenatore dello Start dal 1990 al 1994, per poi tornarvi nel 1995. Nello stesso anno, morì di leucemia.